# Lusakn
Lusakn – wieś w Armenii, w prowincji Aragacotn. W 2011 roku liczyła 170 mieszkańców.